# Barnim I.

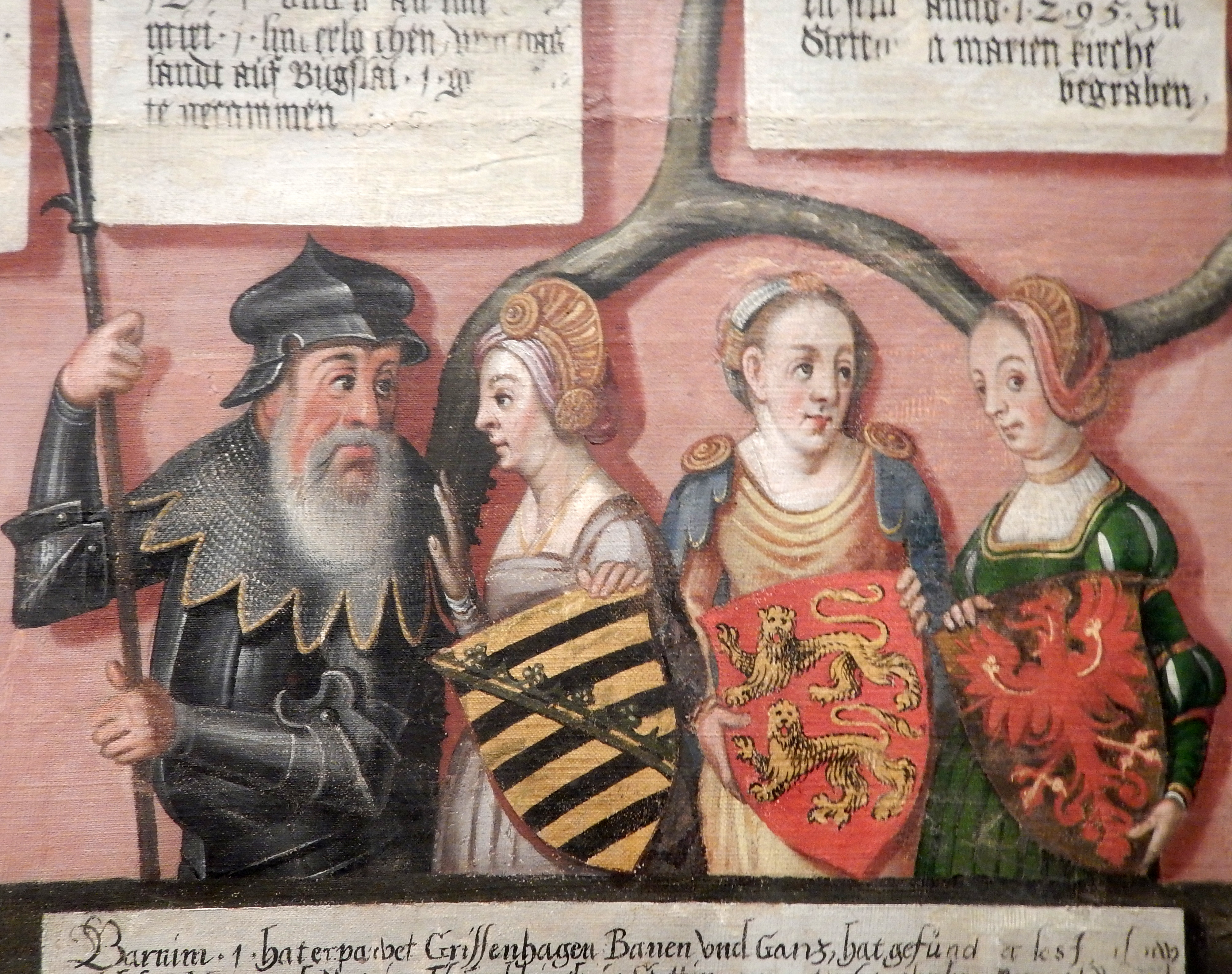
Barnim I. mit seinen drei Gemahlinnen, aus dem Stammbaum der Greifen von Cornelius Krommeny, 1598.

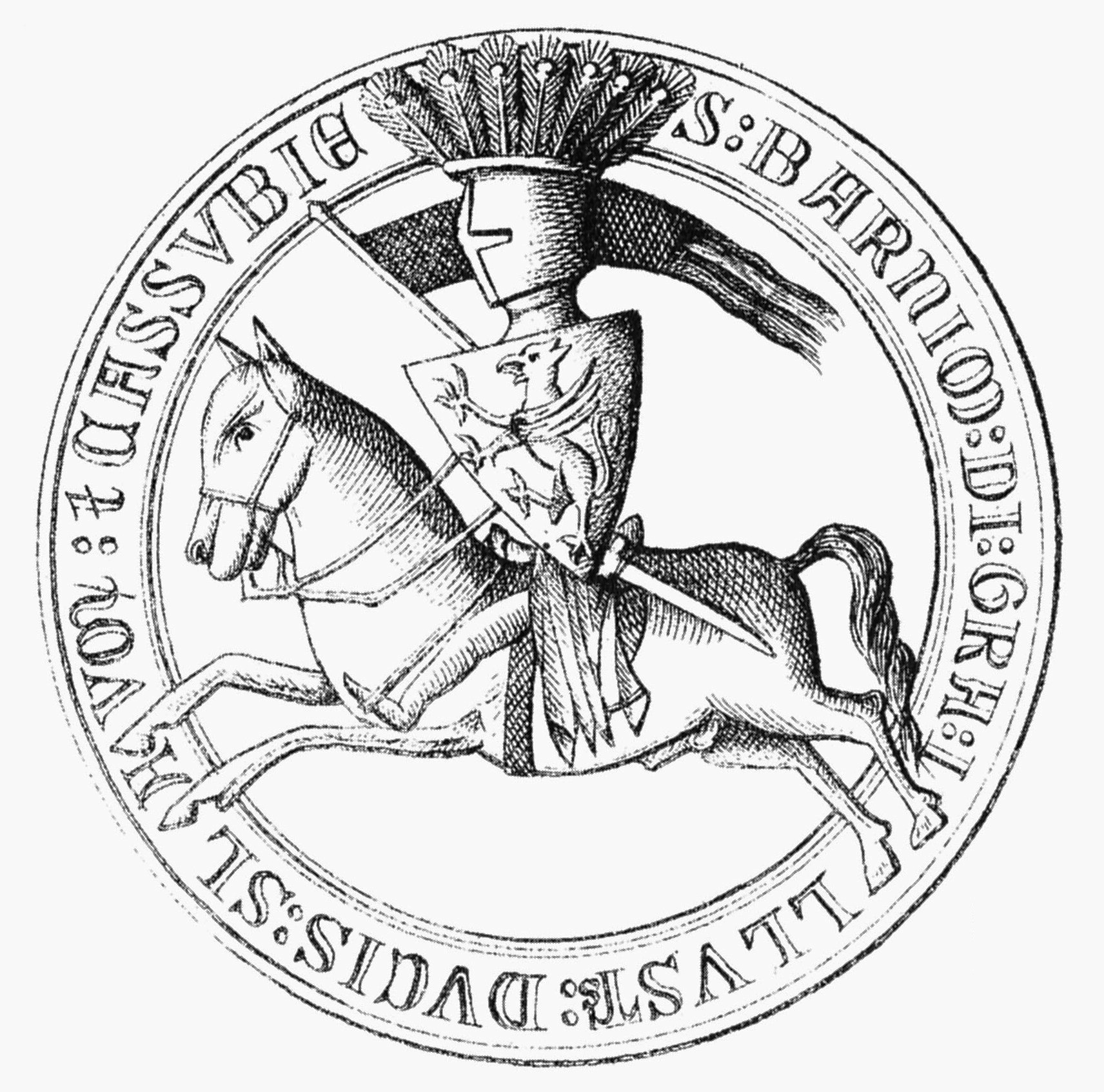
Reitersiegel von Herzog Barnim I. Umzeichnung aus Theodor Pyls Pommerschen Geschichtsdenkmälern, 1894

Barnim I. (* um 1210/1218; † 13. November 1278 in Altdamm), genannt der Städtegründer, war ein Herzog von Pommern aus dem Herrscherhaus der Greifen. Er regierte zunächst im Teilherzogtum Pommern-Stettin, ab 1264 vereinigte er das ganze Herzogtum Pommern in seiner Hand. Unter seiner Herrschaft musste Pommern nach außen territoriale Verluste gegenüber den Nachbarn hinnehmen. Im Inneren jedoch stärkte er Pommern durch die Förderung der Deutschen Ostsiedlung und durch zahlreiche Stadtrechtsverleihungen. Unter seiner Regierung erhielt Pommern das Gesicht eines deutschen Landes.

## Leben
Barnim I. wurde um das Jahr 1210 oder um das Jahr 1218 als Sohn des Herzogs Bogislaw II. von Pommern-Stettin und seiner Gemahlin Miroslawa, der Tochter des Herzogs Mestwin I. von Pommerellen, geboren. Er hatte noch zwei Schwestern, Woislawa und Dobroslawa. Nach dem Tod seines Vaters um 1220 übernahm zunächst seine Mutter Miroslawa, die aus dem pommerellischen Herrscherhaus der Samboriden stammte, für ihn die Regentschaft und Vormundschaft. Ab etwa 1226 regierte er mit ihr gemeinsam und ab 1233 dann selbständig. Das Herzogtum Pommern wurde nun von seinen beiden jungen Herzögen Barnim I. in Pommern-Stettin und Wartislaw III. in Pommern-Demmin durch schwierige Zeiten geführt, wie schon zuvor von ihren Vätern Bogislaw II. und Kasimir II. Zwar war Pommern von der dänischen Vorherrschaft befreit, nachdem die Macht Dänemarks in der Schlacht bei Bornhöved (1227) zusammengebrochen war. Doch hatten die beiden Herzöge mit fortwährenden Herrschaftsansprüchen der Mark Brandenburg zu kämpfen, deren gemeinsam regierende askanische Markgrafen Johann I. und Otto III. 1231 von Kaiser Friedrich II. mit Pommern belehnt wurden.
Die Brandenburger blieben dabei jedoch nicht stehen, sondern zwangen zunächst Wartislaw III. im Vertrag von Kremmen am 20. Juni 1236 zur Herausgabe umfangreicher Ländereien, zur Anerkennung der brandenburgischen Lehnshoheit und zur Anerkennung der Eventualsukzession Brandenburgs im Falle seines erbenlosen Todes. Diese letzte Bestimmung immerhin konnte Barnim I. im Vertrag von Landin 1250 rückgängig machen, wenn auch gegen Verzicht auf die Uckermark. So trat Barnim I. nach dem Tod seines Vetters Wartislaw im Jahre 1264 auch in dessen Landen die Herrschaft an und vereinigte so das ganze Herzogtum Pommern in seiner Hand. Bei anderen außenpolitischen Vorhaben, wie etwa dem Kampf um das Erbe der in den Ländern Schlawe und Stolp herrschenden Ratiboriden oder um Besitzungen in der Neumark, war Barnim I. jedoch weniger erfolgreich. Barnim I. wurde im Jahre 1264 durch Herzog Mestwin II. von Pommerellen, seinem Vetter, beide waren Enkel von Herzog Mestwin I., zum Erben eingesetzt, noch zu Lebzeiten von dessen Vater Swantopolk II. Dem Bearbeiter des Pommerschen Urkundenbuches zufolge war dies für Mestwin aber wohl „nur ein Schachzug im Kampf gegen seinen Bruder Wartislaw“ und führte für Barnim I. letztlich zu nichts. Als Herzog Swantopolk II. 1266 starb, nahm Barnim I. das Land Schlawe ein, auf das er Ansprüche geltend machte. Er vergab das Land Schlawe um 1270 an Fürst Wizlaw II. von Rügen, der zugleich ein Enkel von Swantopolk II. war, als Pfand. Doch verlor Wizlaw II. das Land Schlawe im Jahre 1277.
Die Regierungszeit Barnims I. war zugleich der Beginn der deutschrechtlichen Kolonisation Pommerns. In noch größerem Maße als sein Vetter Wartislaw III. in Pommern-Demmin förderte er in seinem Herzogtum Pommern-Stettin die ins Land strömenden Siedler, insbesondere durch die Verleihung von Stadtrechten nach lübischem oder magdeburgischem Recht, je nach Herkunft der Zugewanderten. Die wichtigsten Stadtrechtsverleihungen Barnims, die zumeist Siedlungen in unmittelbarer Nähe bereits bestehender slawischer Burgen oder Protostädte betrafen, waren:
Stettin (1243), Lassan (zwischen 1248 und 1291), Gartz an der Oder (1249), Anklam (zwischen 1243 und 1264), Stargard in Pommern (zwischen 1243 und 1253), Altdamm (1249/1260), Greifenhagen (1254), Pölitz (1260), Pyritz (1263), Ueckermünde (zwischen 1259 und 1265), Gollnow (1268) und Cammin (1274).
Dass sein Herrschaftsbereich zu Beginn seiner Regierung noch weitaus größer war, belegt seine erste Stadtrechtsverleihung an Prenzlau 1234. Die Stadtrechtsurkunde enthält oberhalb des klar zuordenbaren Siegels Barnims I. ein weiteres Siegel, möglicherweise ein früheres Siegel Barnims I. oder ein sonst unbekanntes Siegel Herzog Wartislaws III. von Pommern-Demmin. Die Gründung von Bahn 1234 durch Barnim I. ist nicht eindeutig belegbar. Gemeinsam mit seinem Vetter Wartislaw III. verlieh er das Stadtrecht an drei Städte – Stavenhagen, Wolgast und Wollin. Nach dem Tod Wartislaws 1264 bestätigte er sofort die Verleihungen, die Wartislaw alleine vollzogen hatte.
Die Bildung deutschrechtlicher Städte führte zum Verschwinden der slawischen Kastellaneiverfassung. Die Wandlungen unter Herzog Barnims Herrschaft gaben Pommern das Gesicht eines deutschen Landes.
Barnim I. unterstützte das Bistum Cammin durch Tauschverträge bei der Ausbildung einer eigenen Landesherrschaft innerhalb Pommerns. Er stiftete überdies einige wichtige geistliche Einrichtungen. Zu ihnen gehörten die Zisterzienserinnenabtei Stettin (1243), die Zisterzienserinnenabtei Marienfließ (1248), das Chorherrenstift Ueckermünde (1260, um 1329 nach Jasenitz verlegt) und das Stettiner Marienstift (1261), in dessen Marienkirche er nach seinem Tode im Jahre 1278 beigesetzt wurde. 
Von seinem überregionalen Ansehen zeugt ein Klagelied des Dichters Rumelant von Sachsen auf seinen Tod. Barnim I. gehört zu den wichtigsten Herzögen aus der Dynastie der Greifen.

## Ehen und Nachkommen
Herzog Barnim I. war dreimal verheiratet:
Um 1238/1242 heiratete er Marianne. Ihre Abstammung ist nicht überliefert, in der älteren Literatur wurden verschiedene Abstammungen vermutet. Von den älteren Genealogen wurde sie als Tochter des Herzogs Albrecht I. von Sachsen angesehen, so bereits eine Anmerkung in der zweiten hochdeutschen Chronik von Thomas Kantzow. Der Historiker Robert Klempin sah sie als Tochter des Grafen Albrecht von Orlamünde. In einem Stammbaum in Robert Schmidts Bau- und Kunstdenkmäler des Askanischen Fürstenhauses erschien sie als Tochter des Grafen Heinrich I. von Anhalt. Nach der Historikerin Heidelore Böcker war sie eine Nichte des dänischen Königs Waldemar II., entweder Tochter seiner Schwester Helena mit dem Herzog Wilhelm von Lüneburg, so der  Rechtshistoriker Wilhelm Wegener, oder seiner Schwester  Rikissa mit Erik X. König von Schweden. Marianne starb 1252 und wurde in dem von ihr gestifteten Zisterzienserinnenkloster in Stettin bestattet.
Um 1258 heiratete er Margaretha, wohl eine Tochter von Herzog Otto dem Kinde von Braunschweig. Der Ansicht Klempins, dass sie die Witwe des Fürsten Wizlaw I. von Rügen ist, widerspricht Martin Wehrmann. Margaretha starb 1261 und wurde im Zisterzienserinnenkloster in Stettin bestattet.
In dritter Ehe heiratete Herzog Barnim 1267 in Stargard in Mecklenburg Mechtilde, Tochter von Markgraf Otto III. von Brandenburg. Mechtilde überlebte ihren Gemahl und starb 1316. Sie wurde in der Marienkirche in Stettin bestattet.
Barnims Kinder sind:
- Anastasia († 1317), Gemahlin von Heinrich I. von Mecklenburg
- Bogislaw IV. (* vor 1252; † 1309)
- Miroslawa († ca. 1327/28), Gemahlin von Graf Nikolaus I. von Schwerin
- Mechtilde, Gemahlin von Heinrich II. von Werle
- Barnim II. (* um 1275; † 1295)
- Margaretha
- Otto I. (* 1279; † 1344)
- Beatrix († nach 1307), Nonne im Zisterzienserinnenkloster in Stettin